# 老化
在大多數多細胞生物中，老化（aging）或衰老，是指随着年龄增长，一個漸進的、不可逆的生物過程，逐漸導致机体结构和组织细胞功能衰退，产生生理、生化、形态变化，适应性和抵抗力减弱，最終導致生物死亡。
迄今為止，老化是癌症、冠狀動脈疾病、阿茲海默症、帕金森氏症和慢性腎功能衰竭等各種疾病的最重要風險因素。 個人可以達到的最長壽命受到衰老的顯著限制。
作為一個生理過程，老化是所有高等生物生命的基本組成部分，也是生物學中最不為人知的現象之一。 人們普遍接受的假設是，許多不同的、高度複雜的、通常仍然無法解釋的機制是造成衰老的原因。它們影響和限制生物系統的壽命，例如由它們構建的細胞、器官、組織和生物體。衰老理論是討論關於生物體為什麼會衰老的問題，有許多不同的答案，但迄今為止還沒有科學上接受的全面答案。
老年學（gerontology）是研究人類老年生活和人類衰老的科學。生物老年學（biogerontology）是老年学的特殊次领域，涉及生物衰老过程，其演化起源，以及可能的手段来干预其过程。
在材料物理上，老化是物料暴露于自然或人工环境条件下性能随时间質地劣化的现象。
人類老化的速率從未改變，現代人跟古人老得一樣快。一篇2021年的研究指出，從古至今，人類老化的速度從未改變，而人類平均壽命延長，主要是因為嬰幼兒死亡率降低所致；另外達成長生不老或生命延續或許是不可能的，即使有可能，要達到此種狀態可能也相當困難。科羅拉多大學波德分校研究員Jesse Kurland的博士論文指出，老化是個影響基因網路的複雜程序，因此改變單一或數個基因不能停止老化。

## 老化理論
- 端粒
- 突变
- 自由基
- 程序性细胞死亡

## 老人病
老人病是身體老化以後，所發生的疾病；在生物學及醫學上，老化是生命隨時間而惡化的現象。
一般而言，人類大約在60－65歲，便會到了老年，身體機能便會漸漸衰老。研究發現，老化會使整體記憶力衰退，但部分的記憶，如語義或常識的記憶衰退速度較慢。在情感方面，卻可能有正面的影響。
- 動脈硬化
- 心血管疾病
- 心臟病
- 記憶力衰退
- 婦女更年期導致情緒暴躁
- 癌症機率較大
- 骨質疏鬆症
- 中風機率較大
- 慢性腎衰竭
- 糖尿病

## 老化标志
主要标志：
- 基因组不稳定(Genomic instability)
- 端粒磨损(Telomere attrition)
- 表观遗传改变(Epigenetic alterations)
- 蛋白质稳态丧失(Loss of proteostasis)
- 细胞自噬失能(Disabled macroautophagy)

拮抗标志：
- 营养感应失调(Deregulated nutrient sensing)
- 线粒体功能障碍(Mitochondrial dysfunction)
- 细胞衰老(Cellular senescence)

整合标志：
- 干细胞耗竭(Stem cell exhaustion)
- 细胞间通讯改变(Altered intercellular communication)
- 慢性炎症(Chronic inflammation)
- 菌群失调(Dysbiosis)
- 细胞外基质变化(Changes in the extracellular matrix)
- 心理-社会隔离(Psychosocial isolation)[7]